# Zeidora
Zeidora is een geslacht van weekdieren uit de klasse van de Gastropoda (slakken).

## Soorten
- Zeidora antarctica Aldea, Zelaya & Troncoso, 2011
- Zeidora bahamondei Rehder, 1980
- Zeidora bigelowi Pérez Farfante, 1947
- Zeidora calceolina A. Adams, 1860
- Zeidora crepidula Simone & Cunha, 2014
- Zeidora flabellum (Dall, 1896)
- Zeidora galapagensis (McLean, 1970)
- Zeidora geigeri Helwerda & Wesselingh, 2014 †
- Zeidora gruelli R. Janssen, 1984 †
- Zeidora lacipidinae Lozouet, 1999 †
- Zeidora ligustica Bellardi, 1878 †
- Zeidora lodderae (Tate & May, 1900)
- Zeidora maoria Powell, 1937
- Zeidora milerai Espinosa, Ortea & Fernández-Garcés, 2005
- Zeidora naufraga Watson, 1883
- Zeidora neritica Espinosa, Ortea & Fernández-Garcés, 2005
- Zeidora nesta (Pilsbry, 1890)
- Zeidora pussa Simone & Cunha, 2014
- Zeidora reticulata A. Adams, 1862
- Zeidora tasmanica (Beddome, 1883)
- Zeidora virodunensis Lozouet, 1999 †